# Jonker Frederico Cornelio de Conincq
Jonker Frederik Cornelis de Coninck, aussi Frederico Cornelio De Coninq ou De Conincq, né à Anvers en 1606 et mort à Séville en 1649, est un noble et un rhétoricien de la chambre De Violieren.

## Biographie
Né en Saint-Empire romain germanique, le « jeune seigneur » ou « jeune gentilhomme » vint à Anvers, une première fois, en 1609 avec son père, qu'il accompagna également en Espagne.  Il passa une partie de ses années d'adolescence à Francfort-sur-le-Main.  C'est de là qu'il revint à Anvers, où il devint le promoteur et le dramaturge des Violieren, une chambre de rhétorique devenue succursale de la guilde de Saint-Luc.  L'année 1629 est celle où il fut accepté par cette chambre et celle où il se munit d'un prénom espagnol,.  Après avoir été seigneur de Vorselaar et échevin de la ville d'Alost, il mourut à Séville en 1649.  
Il finançait lui-même la production de ses propres pièces de théâtre.

## Sur l'œuvre
De Conincq est salué comme un réformateur de la littérature de théâtre.  En tant que marchand ayant fait un séjour prolongé en Espagne, il apprend la langue espagnole à la perfection et prend connaissance des comédies de Lope de Vega, qu'il imite servilement dans ses propres pièces, produisant ainsi des œuvres d'une nature assez hybride.  Bien que ces comédies d'intrigue s'inspirent d'œuvres d'esprit étranger, elles bénéficient d'éloges tellement étonnants qu'elles finissent par se faire applaudir et vénérer à Anvers par des magistrats et des artistes, voire par « tout le monde ».  À l'instar de l'écrivain espagnol, qui répartit les actes de ses pièces sur trois jornades ou jours – même si l'action s'étend sur plusieurs années –, De Conincq divise ses comédies en trois parties ou actes.  Il emploie le terme comédie dans le sens élargi de drame.
Dans les pièces appelées « intrigues », comme dans celles du type capa y espada – qui sont des comédies espagnoles de cape et d'épée – apparaissent, dans des intermèdes burlesques, des personnages populaires et hauts en couleur, qui n'ajoutent toutefois que peu à des histoires aussi compliquées qu'invraisemblables.
Selon Snellaert, les comédies de De Conincq sont bien maîtrisées et retiennent l'attention sans relâche, répondant ainsi aux exigences primaires d'une pièce dramatique.  Les personnages distingués – des protagonistes tels que le noble Don Garcia de la pièce de 1635 – parlent en alexandrins élégants ; les subordonnés, en lignes de prose plus ou moins longues, dont chacune se termine par des rimes.  Le valet joue le rôle de bouffon, alors que le menu peuple remplace l'ingérence poétique du chœur par sa philosophie de rue,.
À l'exemple de Vondel, qui a voulu doter le théâtre d'Amsterdam de la même pureté élevée du théâtre grec antique, le seigneur De Conincq essaie de transposer la comédie espagnole, dans toutes ses nuances, à Anvers, sans doute dans le but de promouvoir une littérature dirigée de Castille et s'étendant sur tout l'empire espagnol.
Selon Snellaert, De Conincq aurait été un courtisan loyal ; il est l'un des premiers à adapter son prénom aux préférences espagnoles, convaincu, comme il l'est, que la noblesse des Pays-Bas (méridionaux) se doit de s'identifier avec celle de l'Espagne, tandis que le peuple conserve ses couleurs régionales.  Ses pièces en portent témoignage.  Toutes les actions se déroulent en Espagne et à l'espagnol : les visites nocturnes, les enlèvements, les injures, les coups de poignard, les brigands, les bravades, etc. ; tout aide à créer une ambiance typiquement espagnole, mais adaptée à la réalité locale lorsque l'on entend un Mostaert ou une Griet dans le langage de la canaille anversoise, ou lorsqu'il est fait allusion à des questions touchant aux Pays-Bas espagnols ou à des événements qui y ont eu lieu,.

## Œuvres[4]
On connaît de lui :
- (nl) Comedie op den Reghel: Bedwonghen liefde baert veel onrust, leet en pijn; Maer vrij verkoren trouw is heyl en medecijn, représentée le 18 octobre 1635 à la chambre de rhétorique des Violieren à Anvers ;
- (nl) Tragycomedie op den Reghel: De Liefde en 't geval speelt somwijl met den mensch; maer waere trouw en deucht brenght hem nog tot sijn wensch, représentée, le 1er septembre 1636, à la chambre de rhétorique des Violieren d'Anvers ;
- (nl) Herdersche Ongestadigheid, op den zin: Gheen liefde sonder strydt; […] Liefdes Behendigheyt, bestaende in de listighe ghelyckwesendtheyt eens anders, représentée le 31 mai 1638, à la chambre des Violieren d'Anvers.

### Sources
- (nl) Frederiks, Johannes Godefridus, et Frans Jozef van den Branden.  Biographisch woordenboek der Noord- en Zuidnederlandsche letterkunde, Amsterdam, L.J. Veen, 1888-1891.
- (nl) Kuipers, R.K.  Kleine geschiedenis der Nederlandsche letterkunde ten dienste van onderwijzers, Culembourg, Blom & Olivierse, 1891
- (nl) Meeus, Hubert.  « Antwerpse rederijkers op zoek naar een nieuwe rol », Conformisten en rebellen: Rederijkerscultuur in de Nederlanden (1400-1650) (réd. Bart A. M. Ramakers), Amsterdam University Press, 2003.
- (nl) Snellaert, Ferdinand Augustijn.  Het Vlaemsch tooneel in de XVIIe eeuw, Gand, Gyselynck, 1845
- (nl) Te Winkel, Jan. De ontwikkelingsgang der Nederlandsche letterkunde III. Geschiedenis der Nederlandsche letterkunde van de Republiek der Vereenigde Nederlanden (2), 2e impr., Haarlem, Les héritiers F. Bohn, 1924.
- (nl) Van den Branden, Frans Jozef.  Willem Ogier, tooneeldichter 1618-1689, Anvers, V. Resseler, 1914.
- (nl) Van Duyse, Prudens.  « Cats invloed op de Vlaemsche letterkunde », Mémoires couronnés et autres mémoires publiés par l'Académie royale des sciences, des lettres et des beaux-arts de Belgique. Collection in-80, tome I-LXVI, Bruxelles, 1861.
- (nl) Van Es, Gustaaf Amandus, et Edward Rombauts.  Geschiedenis van de letterkunde der Nederlanden. vol 5, Bois-le-Duc, Teulings, / Anvers-Bruxelles, Standaard-boekhandel, 1952.
- (fr) Van Praag, Jonas Andries.  La comedia espagnole aux Pays-Bas au XVIIe et au XVIIIe siècle, Amsterdam, H.J. Paris, 1922.
- (nl) Willems, Jan Frans.  Verhandeling over de Nederduytsche tael- en letterkunde, opzigtelyk de Zuydelyke provintien der Nederlanden, deux volumes, Arnhem, D.A. Thieme, 1819-1824.